# Kantonsschule Romanshorn
Die Kantonsschule Romanshorn ist eine Mittelschule des Kantons Thurgau und befindet sich in Romanshorn. Die Schule wird im Volksmund auch Kanti genannt.

## Geschichte
Die Schule wurde 1969 mit der Kantonsschule Kreuzlingen als Kantonsschulen am See gegründet. 1972 erlangten die ersten Schüler ihre Matura. Nachdem die Schulzeit von drei auf vier Jahre verlängert worden war, wurde die Maturität eidgenössisch anerkannt. Ebenfalls 1972 wurde die erste Kreditvorlage für einen Schulhausneubau verworfen, 1982 die zweite, wodurch die Schüler- und Lehrerschaft der Kantonsschule Romanshorn weiterhin mit Unterrichtsräumen in Baracken vorliebnehmen musste. 1988 konnte der Neubau, dessen Baukredit das Volk erst 1984 genehmigte, bezogen werden. Zur gleichen Zeit wurden die Kantonsschulen am See administrativ getrennt. Bis ins Jahr 2005 wurde weiterer Schulraum gebaut, um den wachsenden Schülerzahlen gerecht zu werden. Ebenfalls 2005 wurde die 1988 eröffnete Diplommittelschule in eine Fachmittelschule umgewandelt. Letzte bereitet auf Ausbildungen an Pädagogischen Hochschulen und Fachhochschulen vor. Romanshorn wurde zudem fortan auch Prüfungsort für die spanischen Sprachdiplome DELE / SIELE. 2006 begann die erste Klasse im Ausbildungsgang der zweisprachigen Matura Deutsch – Englisch. Seit 2015 ist die Kantonsschule Romanshorn berechtigt, zusätzlich die zweisprachigen Maturitätstypen Deutsch – Französisch und Deutsch – Italienisch anzubieten. Ebenfalls seit 2015 existiert mit der Matura Talenta ein Talentförderungsprofil für speziell begabte Jugendliche im sportlichen, musischen oder intellektuellen Bereich. Auf das Frühjahr 2019 wurde die Matura Talenta mit einem speziellen IT-Förderangebot ergänzt. Im Herbst 2019 fand das 50-jährige Schuljubiläum mit Einweihung der sanierten Sporthalle statt. 2019 wurde auch das Schülerparlament als konkrete Massnahme aus dem Leitbildtag umgesetzt, um die Mitsprache und Diskussion zu fördern. Neben der Reform in der Fachmittelschule (ab Schuljahr 2021/22), die auf eine stärkere Differenzierung der Berufsfelder Gesundheit/Naturwissenschaften, Pädagogik, Soziale Arbeit, Kommunikation und Information setzte, wurde ab dem Schuljahr 2023/24 das vierte Gymnasialjahr – als Vorbereitung auf die Tertiärstufe – umstrukturiert, um fachliche sowie überfachliche Kompetenzen wie kollaboratives Arbeiten, kritisches Denken und Selbstbestimmung auszubauen. Stärkung erfuhren am Schuljahr 2024/25 auch die Gesundheitsförderung und Prävention (BGM) sowie die Nachhaltigkeit. Durch den Zuwachs an Schülerinnen und Schülern rückte das Projekt KSR-Campus - die geplante Campus-Erweiterung inklusive Sanierung des Hauptgebäudes - in den Vordergrund.

## Aktuell
Heute führt die Kantonsschule Romanshorn eine Gymnasiale Maturitätsschule (GMS) und eine Fachmittelschule (FMS). Zudem lädt sie mit der «Offenen Kanti» die Öffentlichkeit zu Veranstaltungen in den Bereichen Bildung, Politik und Kultur ein. Bei der GMS stehen verschiedene Ausbildungsvarianten offen: Neben dem regulären Maturitätstyp können die Schülerinnen und Schüler die zweisprachigen Maturitäten Deutsch-Englisch, Deutsch-Französisch und Deutsch-Italienisch wählen. Zudem gibt es mit der Talenta ein spezielles Talentförderungsprofil, welches ab Schuljahr 2022/23 auch in der FMS angeboten wird. In der FMS kann die Fachmatura in folgenden Berufsbereichen erworben werden: Gesundheit/Naturwissenschaften, Pädagogik, Soziale Arbeit sowie Kommunikation und Information.